# Alleyn-et-Cawood
Alleyn-et-Cawood es un municipio canadiense situado en la provincia de Quebec.

## Superficie
Alleyn-et-Cawood tiene una superficie de 308,91 km².

## Demografía
En 2021, tenía 229 habitantes, una densidad poblacional de 0,7 hab./km², y 303 viviendas.